# Sigrid Riegebauer

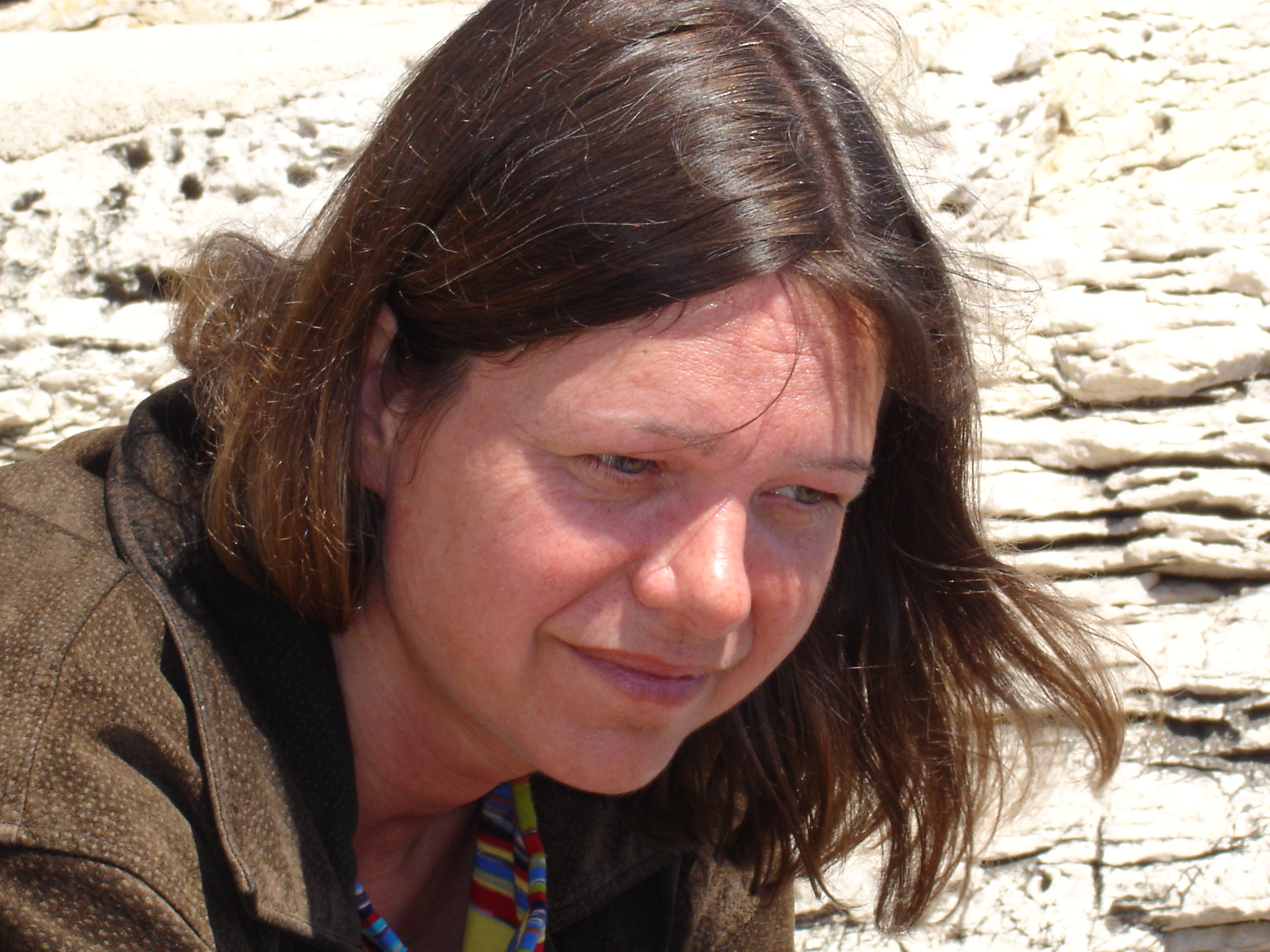
Sigrid Riegebauer (2005)

Sigrid Riegebauer (* 21. Juli 1961 in Ilz/Steiermark) ist eine österreichische Komponistin und Pädagogin.

## Leben
Sigrid Riegebauer erhielt ihren ersten Musikunterricht in Blockflöte in den Jahren von 1966 bis 1973 bei Helga und Hans Jörger an der Musikschule Ilz. Von 1973 bis 1978 besuchte sie die Franz-Schubert-Musikschule der Stadt Fürstenfeld, wo sie Gitarrenunterricht bei Elisabeth und Heinz Irmler erhielt. Nach der Matura nahm sie an der Technischen Universität Graz ein Studium der Chemotechnik auf. Nachdem sie in den Jahren von 1982 bis 1986 an der Musikschule Prestele in Graz Gitarrenunterricht bei Bernhard Ley sowie Komposition und Klavier bei Klaus Johns erhalten hatte, studierte sie von 1985 bis 1989 Musikwissenschaft und Philosophie an der Karl-Franzens-Universität Graz. Des Weiteren studierte sie an der Universität für Musik und darstellende Kunst Graz in den Jahren von 1986 bis 1994 Musiktheorie und Komposition bei Andrzej Dobrowolski, Younghi Pagh-Paan und Beat Furrer sowie Gitarre bei Stefan Fuchs und Kontrapunkt, zeitgenössische Kompositionstechniken und Mikrotonalität bei Georg Friedrich Haas. Den Abschluss ihres Kompositionsdiploms mit Auszeichnung (Thema der Diplomarbeit: Einführung und Analyse in das Werk „Qui“) erlangte sie mit ihrer Sponsion im Jahr 1994 ebenda.
Nachdem Riegebauer zunächst von 1981 bis 1985 in Graz als Chemotechnikerin in einem Forschungsbetrieb tätig gewesen war, hatte sie in den Jahren von 1994 bis 2000 als freie Mitarbeiterin die Stelle als Lektorin beim Verlag Universal Edition in Wien inne. Parallel dazu war sie, im Rahmen eines Werkvertrages in der Kulturabteilung der Steirischen Landesregierung, von 1998 bis 2001 für Konzertorganisationen zuständig.
Sigrid Riegebauer ist in Graz freiberuflich als private Gitarren-, Klavier- und Musiktheorielehrerin sowie freischaffende Komponistin tätig.

„Komponieren ist für mich nicht nur, aber auch, wie ein Spiel. Immer wieder von Neuem begebe ich mich auf die Suche nach klanglichen Zusammenhängen, motivischen Verbindungsmöglichkeiten, lasse mich einschränken, um innerhalb der selbst errichteten Grenzen unerwartete Auswege zu finden.
Je größer die Reduktion des Ton- und Ideenmaterials ist, desto intensiver wird für mich die Herausforderung, die Spielregeln so zu gestalten, dass Vielfalt innerhalb der Einfachheit entsteht.
Die Faszination dieser Spannung während des Kompositionsprozesses überträgt sich im besten Fall auf die Zuhörenden.“

## Auszeichnungen
- 1990: Musikförderungspreis der Stadt Graz[3]
- 1994: Preis beim Casablanca-Kompositionswettbewerb des Österreichischen Rundfunks, Akademie Graz[4]
- 1997: Anerkennungsprämie des Bundeskanzleramts Österreich für Kunst und Kultur für das Werk „Reklame“.
- 1998: Jahresstipendium für Komposition der Republik Österreich
- 1998: „Composer-in-Residence“ beim Komponistenforum Mittersill
- 1999 und 2004 „Composer-in-Residence“ beim Festival Expan, Spittal/Drau

## Werke (Auswahl)

### Ensemblemusik
- Stückwerk – Trio für Posaune, Klavier und einen Klaviersaitenspieler (1989)[5]
- Lied für Marie – Quintett für Kammerensemble und Stimme nach Texten von Anna Langhoff (1991)[5]
- Hexett „Eritrea“ – Blechbläsersextett mit zwei Trompeten, Horn, Flügelhorn, Posaune und Tuba (1991)[5]
- Streichquartett Nr. 1.2. – für zwei Violinen, Viola und Violoncello (1993/1994)[5]
- Fünf auf einen Streich – Blechbläserquintett mit zwei Trompeten, Horn, Posaune und Tuba (1993/1998)[5]
- La Mur – für Kammerorchester (1995)[5]
- ach, Bach – für Kammerorchester (1997)[5]
- Mittersill 1998 – für Krimmler Wasserfälle, Posaune, große Trommel, Elektronik, in Zusammenarbeit mit Hannes Raffaseder  (1998)[5]
- Quatrit – Quartett für Klarinette, Gitarre, Violine und Violoncello (1998)[5]
- Stückkonzert – Solostücke und Kammerensemble (1999)[5]
- Time – Sextett für Flöte, Bassklarinette, Gitarre, Klavier, Violine und Violoncello (1999)[5]
- 3 – Trio für Flöte, Klavier und Violoncello (oder Kontrabass) (1999)[5]
- Wave.Datei – Oktett für zwei Violinen, Flöte, Oboe, Klarinette, Akkordeon, Viola und Violoncello (2000)[5]
- 5 Granatapfel-Variationen – Quartett für zwei Perkussionen, Flöte und Klarinette (2004)[5]
- ad – Sextett für Flöte, Klarinette, Posaune, Klavier, Violine, Violoncello (2005)[5]
- late date – Flöte, Akkordeon, Violine und Violoncello (2005)[5]
- Take Twelve – eine serielle 12-Ton-Improvisationskomposition für Trio mit Klavier, Elektrische Gitarre und Elektrische Bassgitarre (2006–2007)[5]
- Scheveningen 09 – Sextett für Flöte, Klarinette, Posaune, Klavier, Violine, Violoncello (2009)[5]

### Solomusik
- Toccata – für Klavier solo (1987)[5]
- Anachrom – für Klavier solo (1988)[5]
- Drei Lieder für Stimme und Klavier – nach Texten von Karin Kiwus, Inge Backhaus und Renate Fueß (1989)[5]
- Lied für Dagmar Hödl – für Klavier solo und Solostimme Sopran nach Texten von Lao Tse (1992)[5]
- Bicinium für Christian Muthspiel – für Posaune solo (1994)[5]
- d-kadenz – für Klavier solo (2001–2002)[5]

### Vokalmusik
- Reklame – für Chor, Hackbrett und Harfe nach Texten von Ingeborg Bachmann (1992)[5]
- Choriander – Ein inter-religiöser Gesang für vierstimmigen gemischten Chor (2002)[5]
- Schnick Schneck – Scherz-Rap für 2-stimmigen Oberchor (2006)[5]
- I geh wohl aus in den Rosengarten – Volksweise in neuem Satz für vierstimmigen gemischten Chor (2009)[5]
- Die frierende Maus – für 2-stimmigen Oberchor nach Texten von Georg Bydlinski (2010)[5]
- Du bist da, und ich bin hier – für 2-stimmigen Oberchor nach Texten von Frantz Wittkamp (2013)[5]